# Spiritus enim omnia scrutatur, etiam profunda Dei
Spiritus enim omnia scrutatur, etiam profunda Dei è un passo della Vulgata, traduzione di «γὰρ πνεῦμα πάντα ἐραυνᾷ, καὶ τὰ βάθη τοῦ θεοῦ» dalla Prima lettera ai Corinzi (2, 10): "Lo Spirito infatti scruta tutto, perfino le profondità di Dio". 
Paolo spiega come lo Spirito, l'antica Ruah veterotestamentaria che aleggiava già sulle acque della terra appena creata, sia anche un mezzo per rivelare i misteri divini. 